# Národní centrum zemědělského a potravinářského výzkumu
Národní centrum zemědělského a potravinářského výzkumu (CARC) je veřejná výzkumná instituce, která vznikla k 1. 1. 2025 přejmenováním a rozšířením Výzkumného ústavu rostlinné výroby, v.v.i. a jsou do ní začleněny dva původní resortní ústavy – Výzkumný ústav zemědělské techniky, v. v. i. a Výzkumný ústav potravinářský Praha, v. v. i. Sídlem a hlavním pracovištěm ústavu je areál v Praze–Ruzyni. Kromě toho má ústav řadu dalších mimopražských výzkumných stanic a vědeckých pracovišť. Patří k nim i vlastní výzkumná vinice na Karlštejně.
Zaměřením instituce jsou oblasti zemědělských a potravinářských věd, a to od problematiky hospodaření na půdě, genetiky, šlechtění a ochrany plodin, přes zemědělskou techniku až po bezpečnost a produkci potravin. Hlavním cílem tohoto výzkumu je podpora trvale udržitelného rozvoje zemědělství při zvyšování efektivnosti rostlinné výroby. Ruku v ruce s tím kráčí i snaha o co nejmenší negativní dopad těchto činností na životní prostředí a zdraví člověka.
Mimo základní a aplikovaný výzkum provozuje CARC v rámci realizace Národního programu konzervace a využívání genetických zdrojů rostlin, zvířat a mikroorganismů významných pro výživu a zemědělství (NPGZ) rovněž genovou banku (banka genetických zdrojů rostlin a mikroorganismů) a je koordinátorem a řešitelem Národního programu konzervace a využití genofondu rostlin a agrobiodiversity a Národního programu genetických zdrojů mikroorganismů a drobných živočichů hospodářského významu. Tím se významně podílí na uchování a dalším rozvoji sbírek genetických zdrojů zemědělských plodin, drobných organismů a mikroorganismů významných pro zemědělství. Nezbytnou samozřejmostí je úzká spolupráce s vysokými školami a univerzitami.

## Historie
Ústav vznikl v roce 1951 jako Ústřední výzkumný ústav rostlinné výroby v Praze – Ruzyni. Navázal tím na prvorepublikové Státní výzkumné ústavy zemědělské v Praze a Moravský zemský výzkumný ústav v Brně, jež byly založeny již v roce 1919. Areál, do něhož byl ústav umístěn, sloužil v letech 1934–1951 Zemskému pomologickému ústavu, který sem byl přemístěn z pražské Troji, kde fungoval od roku 1871.
Dnešní hlavní budova ústavu, vystavěná ve stylu takzvaného českého funkcionalismu, se začala stavět na jaře roku 1932 a byla dokončena již za jeden a půl roku, na podzim 1934. Výstavbu areálu, v němž byly zřízeny rovněž skleník a nevelký blok bytovek, financovala ze svých prostředků země Česká, jelikož pomologický ústav patřil do skupiny zemských hospodářských škol. K další výstavbě došlo až v éře VÚRV, kdy v areálu přibylo několik nových budov. Šlo zejména o fytotron neboli uzavřený klimatizovaný prostor pro hlubší výzkum růstu a vývoje rostlin, genovou banku a budovu genetického inženýrství. Budovy se nacházejí v parku, který je současně jedinečnou dendrologickou sbírkou s téměř 600 stromy a keři, z nichž přes 200 pochází z původní výsadby prováděné v 30. letech.
V roce 1968 byl název ústavu rozhodnutím Ministerstva zemědělství a výživy (MZVž) změněn na Výzkumné ústavy rostlinné výroby v Praze – Ruzyni (VÚRV). Od roku 1978 zněl název z rozhodnutí téže instituce Výzkumný ústav rostlinné výroby v Praze – Ruzyni.
V letech 1985–1991 se ústav rozrostl o odbor základní agrotechniky, když do něj ministerstvo začlenilo Výzkumný ústav základní agrotechniky v Hrušovanech u Brna. V roce 1989 pak Federální ministerstvo zemědělství a výživy rozhodlo o začlenění převážné části Ústavu pro vědeckou soustavu hospodaření v Praze do rámce VÚRV.
V roce 1993 došlo v rámci změn ve výzkumné základně Česka i k restrukturalizaci VÚRV. Byly při ní zrušeny některé odbory a některé pokusné stanice zanikly nebo přešly do soukromého sektoru. Následujícího roku začlenilo ministerstvo do VÚRV část zrušeného Výzkumného a šlechtitelského ústavu zelinářského v Olomouci. Tím se oddělení genové banky rozrostlo o genofond zelenin a kořeninových, aromatických a léčivých rostlin. V roce 1995 se odbor rostlinolékařství rozrostl o oddělení ochrany zásob z Výzkumného ústavu potravinářského v Praze.
Rok 2000 přinesl další rozšíření. Z Ústavu zemědělských a potravinářských informací v Praze přešly do VÚRV výzkumné stanice travních ekosystémů v Liberci a Jevíčku. V roce 2001 se ústav stal státní příspěvkovou organizací, jejímž zřizovatelem bylo Ministerstvo zemědělství ČR. V roce 2007 se VÚRV stal veřejnou výzkumnou institucí (v. v. i.).
Od 1. ledna 2025 došlo k integraci dvou menších veřejných výzkumných institucí, Výzkumného ústavu zemědělské techniky (VÚZT) a Výzkumného ústavu potravinářského Praha (VÚPP) do Výzkumného ústavu rostlinné výroby (VÚRV). Sloučené výzkumné ústavy se přejmenovaly na Národní centrum zemědělského a potravinářského výzkumu, v. v. i. (angl. Czech Agrifood Research Center, zkratkou CARC). Z VÚZT se stal odbor zemědělské techniky, z VÚPP se stal odbor potravinářství.

## Kulturní statek
V areálu CARC se nacházejí výrazné stavební památky z období funkcionalismu. Proto vedení ústavu požádalo se souhlasem Ministerstva zemědělství České republiky v dubnu 1995 tehdejší Pražský památkový ústav (dnes Státní památkový ústav v hlavním městě Praze) o zahájení přípravy návrhu k vyhlášení areálu CARC, tedy parku a jádra budov, za nemovitou kulturní památku.